# وائملا
وائملا (به لاتین: Vaemla) یک منطقهٔ مسکونی در استونی است که در دهستان کاینا واقع شده‌است.